# Jacinda Ardern
Jacinda Kate Laurell Ardern (født 26. juli 1980) er en newzealandsk politiker og var landets premierminister fra 26. oktober 2017 til 25. januar 2023. Hun har været leder af partiet Labour siden den 1. august 2017. Hun blev første gang valgt til New Zealands parlament ved valget i 2008 og har siden 8. marts 2017 været valgt for valgkredsen i Montere Albert.
Ideologisk beskriver Ardern sig selv som både en socialdemokrat og som værende progressiv. Hun er tilhænger af labourbevægelsen og er imod skattelettelser til høje indkomster, som New Zealand National Party er fortaler for, og hun er tilhænger af en velfærdsstat, der giver et sikkerhedsnet for "dem, der er ude af stand til at forsørge sig selv". På det værdipolitiske område er Ardern tilhænger af ægteskab for personer af samme køn ligesom hun støtter liberaliseringen af New Zealands abortlove.

## Karriere
Efter eksamen fra University of Waikato i 2001 begyndte Ardern en karriere som researcher for premierminister Helen Clark. Hun arbejdede senere i Storbritannien som politisk rådgiver for den britiske premierminister, Tony Blair og blev i 2008 valgt til præsident for International Union of Socialist Youth.
Ardern blev valgt ind i parlamentet i 2008 og har siddet som menigt medlem, indtil hun i 2017 blev valgt som næstformand for Labour efter Annette Kings afgang.
Efter et historisk lavpunkt for Labour i meningsmålingerne valgte formanden Andrew Little at træde tilbage, hvorefter Ardern overtog posten. Under hendes ledelse gik Labour frem i meningsmålingerne og overhalede for første gang i tolv år det konkurrerende National Party. Ved valget, der fandt sted den 23. september 2017 fik Labour en fremgang på 14 mandater til 46, hvorved Labour blev det næststørste parti efter Bill Englishs Nationale Parti, der opnåede 56 pladser. Efter valget gik Labour i koalition med det populistiske New Zealand First ledet af Winston Peters, hvorefter de to partier danner regering.
Ved valget 17. oktober 2020, fik partiet fremgang på 19 parlamentsmedlemmer og har nu flertal i parlamentet, 65 af 120 medlemmer.

## Privatliv
Arderns partner er tv-værten Clarke Gayford. Ardern opdagede få dage inden hun overtog premierministerposten, at hun var gravid med deres første barn. Hun fødte en datter 21. juni 2018 og blev dermed den blot anden statsleder, der fødte, mens hun sad på posten (den første var Benazir Bhutto fra Pakistan).